# Serena Bennato
Serena Bennato, née le 3 février 1947 à Naples et morte le 11 mai 2020 à Rome, est une comédienne italienne de cinéma et de télévision. Elle est également active dans le doublage.

## Filmographie

### Cinéma
- 1972 : Guardami nuda (it)
- 1975 : Colère noire (La città sconvolta) : Slava
- 1977 : La Prof du bahut (La professoressa di scienze naturali) : Ernesta
- 1978 : Avere vent'anni : la conductrice lesbienne
- 1982 : Biancaneve & Co. (it) : Regina Crimilde
- 1983 : Pierino medico della SAUB : Domenica
- 1983 : L'Histoire de Piera (Storia di Piera)
- 1986 : Separati in casa (it)
- 1987 : Il lupo di mare
- 1988 : 32 dicembre (it)
- 1988 : L'ultima scena (it)
- 1988 : Compagni di scuola : Cinzia
- 1994 : Désir meurtrier (Graffiante desiderio)
- 1994 : Bambola
- 1997 : : Le Témoin du marié (Il testimone dello sposo)

### Télévision
- 1969 : Jekyll
- 1969 : Giocando a golf una mattina (it) : une secrétaire
- 1973 : Qui squadra mobile (it) : Giuseppina Dessì
- 1982 : Un inverno al mare
- 1984 : T.I.R. : Von Reberné
- 1988 : Il ricatto (it)
- 2002 : Lo zio d'America (it)

## Théâtre
- Questa sera si recita a soggetto
- Non è vero, ma ci credo
- Come finì Don Ferdinando Ruoppolo
- Spacca il centesimo
- Folle Amanda
- Che brutta epoque
- Il cadavere vivente
- Opera buffa
- Nottar Pettolone
- Le armi e l'uomo
- Cafè Iamoss
- L'Orso
- L'anniversario
- Liliom
- Così è se vi pare
- Robot amore mio
- Qualcuno volò sul nido del cuculo